# Július 31.
Július 31. az év 212. (szökőévben 213.) napja a Gergely-naptár szerint. Az évből még 153 nap van hátra.
Névnapok: Oszkár + Adeodáta, Bató, Batu, Batus, Dea, Deodáta, Elen, Elena, Eleni, Elin, Fábió, Fábiusz, Fabríció, Fabrícius, Fabríciusz, Germán, Heléna, Hella, Ignác, Ignácia, Ila, Ilka, Illa, Ilon, Ilona, Ilonka, Ilus, Léna

## Események
- 768 – Fülöp ellenpápa megválasztása és lemondatása.
- 1498 – Kolumbusz Kristóf felfedezi Trinidad szigetét.
- 1527 – A Magyarországra bevonuló I. Ferdinánd a köpcsényi esküben ígéretet tesz a magyar törvények és az Aranybulla megtartására.[1]
- 1849 – Segesvári csata.
- 1914 – első világháború: Az antant flandriai offenzívája elakad a sárban.
- 1914 – Párizsban meggyilkolják Jean Jaurès francia pacifista politikust, a világháborús részvétel elleni tiltakozó mozgalom vezetőjét.
- 1922 – Csehszlovákiában befejezi működését az utolsó magyar főiskola, a Kassai Királyi Jogakadémia.
- 1924 – Lengyel Nyugat-Ukrajnában kitiltják az államhivatalokból az ukrán nyelvet.
- 1944 – Antoine de Saint-Exupéry repülőgépével nyomtalanul eltűnik.
- 1948 – Lemondatják Tildy Zoltán köztársasági elnököt.
- 1948 – Megnyitják az Úttörővasutat, a mai Gyermekvasút elődjét, ahol a vasutas szolgálatot gyermekek látják el.
- 1954 – A K2 (tszf. 8611 m) hegycsúcs első megmászása;
- 1964
  - A Tonkini incidens kezdete.
  - Az amerikai Ranger–7 holdszonda terv szerint becsapódik a Holdba.
- 1971 – A Pavlics Ferenc vezetésével kifejlesztett, a Holdon az Apollo–15 misszióval feljuttatott első ember által vezetett holdjáró (Lunar Roving Vehicle, LRV) ekkor tette meg első útját.
- 1987 – Mekkában a szaúdi biztonsági erők tüzet nyitnak a lázongó iráni zarándokokra. Megölnek 400 személyt, köztük 275 iránit.
- 1991 – George H. W. Bush és Mihail Gorbacsov aláírásával létrejött a START I (STrategic Arms Reduction Treaty – Stratégiai Fegyvereket Korlátozó Egyezmény) az Amerikai Egyesült Államok és a Szovjetunió között.
- 2005 – A 20. Formula–1 magyar nagydíj megrendezése Mogyoródon.
- 2006 – Fidel Castro „ideiglenesen” átadta a hatalmat öccsének, Raúl Castrónak.

### Sportesemények
- 2005 – Cseh László a 400 méteres vegyesúszásban világbajnok.

Formula–1
- 1977 –  német nagydíj, Hockenheimring - Győztes:  Niki Lauda (Ferrari)
- 1994 –  német nagydíj, Hockenheimring - Győztes:  Gerhard Berger (Ferrari)
- 2005 –  magyar nagydíj, Hungaroring - Győztes:  Kimi Räikkönen (McLaren Mercedes)
- 2011 –  magyar nagydíj, Hungaroring - Győztes:  Jenson Button (McLaren-Mercedes)
- 2016 –  német nagydíj, Hockenheimring - Győztes:  Lewis Hamilton (Mercedes)

## Születések
- 1527 – I. Miksa magyar és cseh király, II. Miksa néven német-római császár (1564–1576) († 1576)
- 1776 – Varga István magyar teológus († 1831)
- 1796 – Kriztianovich Ignác, horvát író, fordító, nyelvész († 1884)
- 1800 – Friedrich Wöhler német kémikus († 1882)
- 1803 – John Ericsson svéd feltaláló és mérnök († 1889)
- 1812 – Beauharnais Amália brazil császárné francia hercegnő († 1873)
- 1829 – Lieder Friderika hárfás († 1864)
- 1841 – Kuncz Ignác jogtudós, az MTA tagja († 1903)
- 1843 – Peter Rosegger osztrák író († 1918)
- 1883 – Karafiáth Jenő politikus, miniszter, Budapest főpolgármestere († 1952)
- 1885 – George Webster brit úszó, olimpikon († 1941)
- 1905 – Kocsis András magyar szobrászművész († 1976)
- 1909 – Halassy Olivér kétszeres olimpiai bajnok vízilabdázó, versenyúszó († 1946)
- 1910 – St John Horsfall brit autóversenyző († 1949)
- 1912 – Milton Friedman Nobel-díjas magyar származású amerikai közgazdász († 2006)
- 1913 – Kosáry Domokos Széchenyi-díjas magyar történész, az MTA tagja († 2007)
- 1914 – Louis de Funès francia komikus, színész († 1983)
- 1919 – Primo Levi olasz író, partizán, kémikus, holokauszt-túlélő († 1987)
- 1921 – Bánki Zsuzsa kétszeres Jászai Mari-díjas magyar színművésznő, érdemes és kiváló művész († 1998)
- 1923 – Ahmet Ertegün az Atlantic Records török származású alapítója és ügyvezető igazgatója († 2006)
- 1926 – Rupert Neve brit villamosmérnök, vállalkozó, a pro-audio ipar úttörője († 2021)
- 1935 – Antal Imre Erkel Ferenc-díjas magyar zongoraművész, televíziós személyiség, színész, humorista, a Magyar Televízió örökös tagja († 2008)
- 1936 – Mátis Lajos Ybl Miklós-díjas magyar építészmérnök († 2011)
- 1941 – Payer András, magyar énekes, zeneszerző († 2011)
- 1941 – Ernie DeVos kanadai autóversenyző († 2005)
- 1944 – Geraldine Chaplin amerikai színésznő, Charlie Chaplin leánya
- 1945 – Benczédi Sándor magyar színész, a Veszprémi Petőfi Színház és a Szatmárnémeti Északi Színház örökös tagja  († 2024)
- 1947 – Richard Griffiths brit színész († 2013)
- 1951 – Evonne Goolagong ausztrál teniszezőnő
- 1962 – Wesley Snipes amerikai színész, producer
- 1964 – C. C. Catch (Carolina Müller) német énekesnő
- 1965 – Joanne Kathleen Rowling angol írónő, a „Harry Potter” regények szerzője
- 1978 – Justin Wilson brit autóversenyző († 2015)
- 1981 – M. Shadows az Avenged Sevenfold rockzenekar énekese
- 1985 – Czingli László magyar tornász
- 1986 – Kelemen Zoltán romániai magyar műkorcsolyázó
- 1986 – Jevgenyij Malkin orosz születésű amerikai jégkorongozó
- 1987 – Brittany Byrnes ausztrál színésznő
- 1995 – Lil Uzi Vert amerikai rapper
- 1997 – Thomas Bryant amerikai kosárlabdázó

## Halálozások
- 1556 – Loyolai Szent Ignác katolikus hittudós és misszionárius a Jezsuita rend alapítója. (* 1491)
- 1784 – Denis Diderot francia filozófus, író, a Felvilágosodás képviselője (* 1713)
- 1849 – Petőfi Sándor magyar költő (halálának feltételezett időpontja) (* 1823)
- 1849 – Zeyk Domokos honvéd százados (* 1816)
- 1875 – Andrew Johnson, az Amerikai Egyesült Államok 17. elnöke, hivatalban 1865–1869-ig (* 1808)
- 1886
  - Liszt Ferenc magyar zeneszerző, zongoraművész (* 1811)
  - Maximilian Duncker német történetíró (* 1811)
- 1890 – Gyürky Antal magyar borász, borászati és közgazdasági szakíró (* 1817)
- 1907 – Károlyi István politikus, országgyűlési képviselő, az MTA tagja (* 1845)
- 1914 – Jean Jaurès francia szociáldemokrata politikus (* 1859)
- 1926 – Hauszmann Alajos magyar műépítész (* 1847)
- 1928 – Vigyázó Ferenc gróf politikus, a felsőház tagja, jogi író (* 1874)
- 1937 – Zala György magyar szobrászművész, az MTA tagja (* 1858)
- 1944 – Antoine de Saint-Exupéry francia pilóta, író (* 1900)
- 1954 – Onofre Marimón argentin autóversenyző (* 1923)
- 1971 – Devecseri Gábor Kossuth-díjas magyar író, költő, műfordító (* 1917)
- 1972 – Alfons Gorbach osztrák politikus, 1961–1964 között Ausztria szövetségi kancellárja (* 1898)
- 1979 – Issekutz Béla Kossuth-díjas farmakológus, gyógyszervegyész, az MTA tagja (* 1886)
- 1993 – I. Baldvin, Belgium ötödik királya (felesége Fabiola királyné), (* 1930)
- 1994 – Haich Erzsébet magyar festő, szobrászművész, jógaoktató, író és spirituális tanító (*1897)
- 2001 – Vásárhelyi Miklós újságíró, 1956-os elítélt, sajtótörténész, politikus (SZDSZ), a Közép-európai Egyetem (CEU) egyik alapítója (* 1917)
- 2001 – John McNicol dél-afrikai autóversenyző (* 1942)
- 2015 – Sinkó László Kossuth- és Jászai Mari-díjas magyar színművész, a nemzet művésze  (* 1940)
- 2022 – John Steiner brit színész (* 1941)
- 2025 - Kathi Béla, világbajnok testépítő (*1979)

## Nemzeti ünnepek, emléknapok, világnapok
- Loyolai Szent Ignác (1491–1556) baszk lovag, pap, a jezsuita rend alapítójának emléknapja
- de Jacobis Szent Jusztin (Giustino de Jacobis, 1800–1860) olasz származású abesszíniai hittérítő, püspök emléknapja